# Nesanoplium puberulum
Nesanoplium puberulum là một loài bọ cánh cứng trong họ Cerambycidae.